# Ítróttarfelag Fuglafjarðar

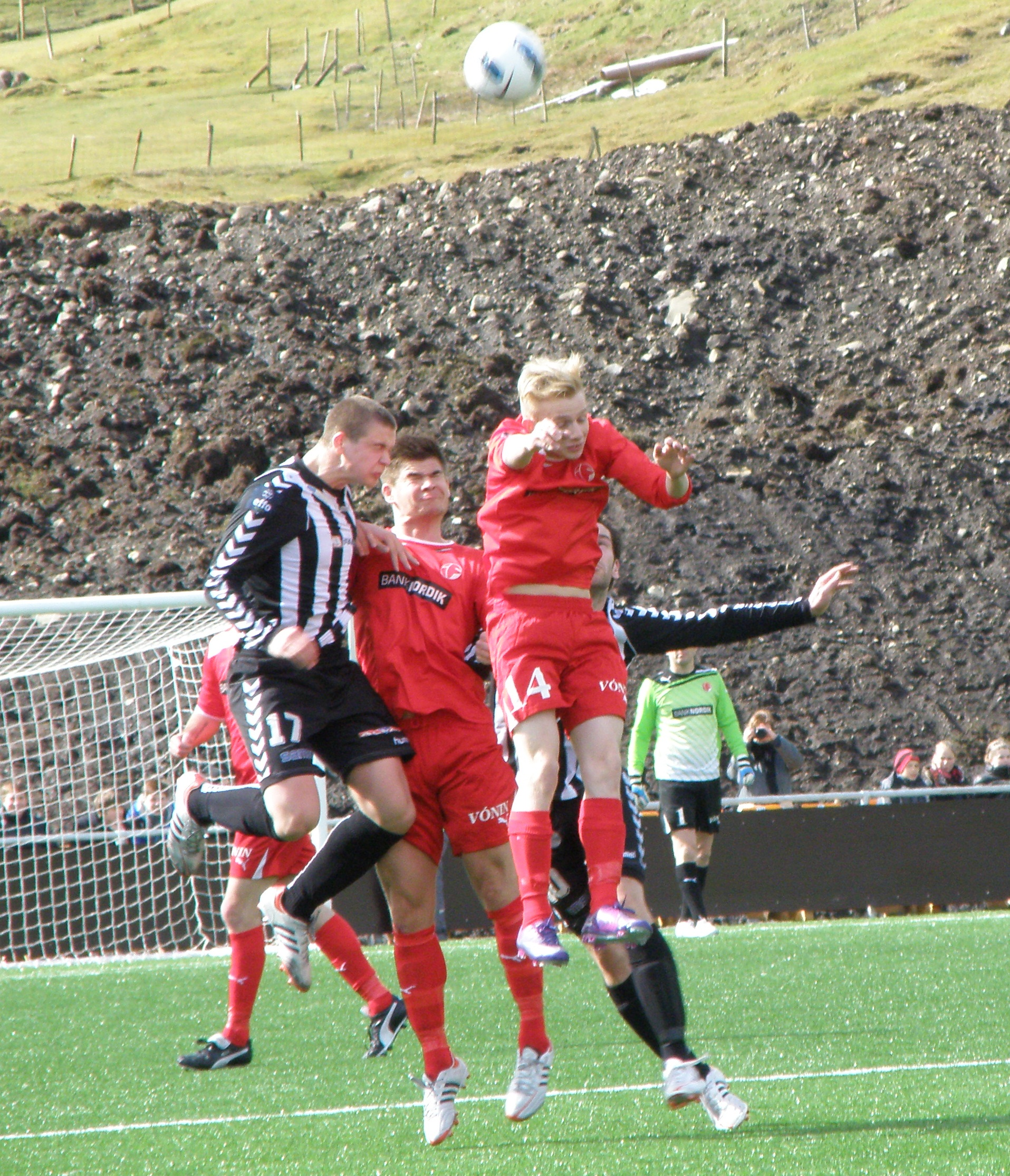
ÍF Fuglafjørður vs. TB Tvøroyri el 29 de abril del 2012 en el nuevo estadio Við Stórá, casa del TB.

El ÍF Fuglafjørður es un equipo de fútbol de las Islas Feroe que juega en la Primera División de las Islas Feroe, la liga principal de fútbol en las islas.
Fue fundado en 1946 en la localidad de Fuglafjørður. Se le conoce con el nombre ÍF.

## Palmarés
- Primera División de las Islas Feroe: 1

1979
- 1. deild: 5

1984, 1987, 2003, 2018, 2022

## Participación en competiciones de la UEFA
| Temporada | Torneo             | Ronda            | Club         | Casa | Visita | Global |
| --------- | ------------------ | ---------------- | ------------ | ---- | ------ | ------ |
| 2011–12   | UEFA Europa League | Clasificatoria 1 | KR Reykjavik | 1–3  | 1–5    | 2–8    |
| 2013–14   | UEFA Europa League | Clasificatoria 1 | Linfield FC  | 0–2  | 0–3    | 0–5    |
| 2014–15   | UEFA Europa League | Clasificatoria 1 | MYPA         | 0–0  | 0–1    | 0–1    |

## Entrenadores desde 1993
- Meinhard Dalbúð (1993–94)
- Sonni Jensen (1995)
- Petur Simonsen (1996–97)
- Piotr Krakowski (1998–99)
- Pauli Jarnskor (2001–02)
- Bogi Lervig (2001–02)
- Petur Mohr (2002–03)
- Sigfríður Clementsen (2003–04)
- Petur Mohr (2004–05)
- Petur Simonsen (2005–06)
- Jón Simonsen (2006–07)
- Abraham Løkin (2008)
- Roy Róin (2008)
- David Jones (2008)
- Albert Ellefsen (2008)
- Jón Simonsen (2009)
- Jón Simonsen &  Abraham Løkin (2009–10)
- Abraham Løkin (2011)
- Símun Eliasen &  Rúni Nolsøe (2011)
- Flemming Christensen (2011–12)
- Albert Ellefsen (2012--2015)
- Jákup Mikkelsen (2015)
- Jógvan Martin Olsen (2016)
- Jákup Mikkelsen &  Símun Eliasen (2016)
- Jákup Mikkelsen (2017)
- Oddbjørn Joensen &  Albert Ellefsen (2017)
- Hegga Samuelsen (2018-2019)
- Ólavur Larsen (2019)
- Kári Reynheim &  Hans Jørgen Djurhuus (2019)
- Hans Jørgen Djurhuus &  Ólavur Larsen (2019)

## Jugadores

### Jugadores destacados
- Abraham Løkin Hansen
- Gunnar Guillermo Nielsen